# Liste der Staatsoberhäupter 215
Übersicht
◄◄ | ◄ | 211 | 212 | 213 | 214 | Liste der Staatsoberhäupter 215 | 216 | 217 | 218 | 219 | ► | ►►

Weitere Ereignisse

## Afrika
- Aksumitisches Reich
  - König: s. Aksumitisches Reich

- Römisches Reich
  - Provincia Romana Aegyptus
    - Präfekt: Aurelius Septimius Heraclitus (215)
    - Präfekt: Aurelius Antinous (215/216; wohl kommissarisch)

## Asien
- Armenien
  - König: Chosroes I. (ca. 190–216)

- China
  - Kaiser: Han Xiandi (189–220)

- Iberien (Kartlien)
  - König: Rev I. (189–216)

- Japan (Legendäre Kaiser)
  - Kaiserin: Jingū (200–269)

- Korea
  - Baekje
    - König: Gusu (214–234)

  - Gaya
    - König: Geodeung (199–259)

  - Goguryeo
    - König: Sansang (197–227)

  - Silla
    - König: Naehae (196–230)

- Kuschana
  - König: Vasudeva I. (184–220)

- Partherreich
  - Schah (Großkönig): Vologaeses VI. (207–227)
  - Gegenkönig: Artabanos IV. (213–224)

## Europa
- Bosporanisches Reich
  - König: Rheskuporis II. (211/212–226/227)

- Römisches Reich
  - Kaiser: Caracalla (211–217)
    - Konsul: Quintus Maecius Laetus (215)
    - Konsul: Marcus Munatius Sulla Cerialis (215)

  - Provincia Romana Dalmatia
    - Legat: Marcus Nummius Umbrius Primus Senecio Albinus (212–217)